# Stazione di Verdasio
La stazione di Verdasio delle Ferrovie Autolinee Regionali Ticinesi (FART) è una stazione ferroviaria della ferrovia Locarno-Domodossola ("Centovallina").

## Strutture e impianti

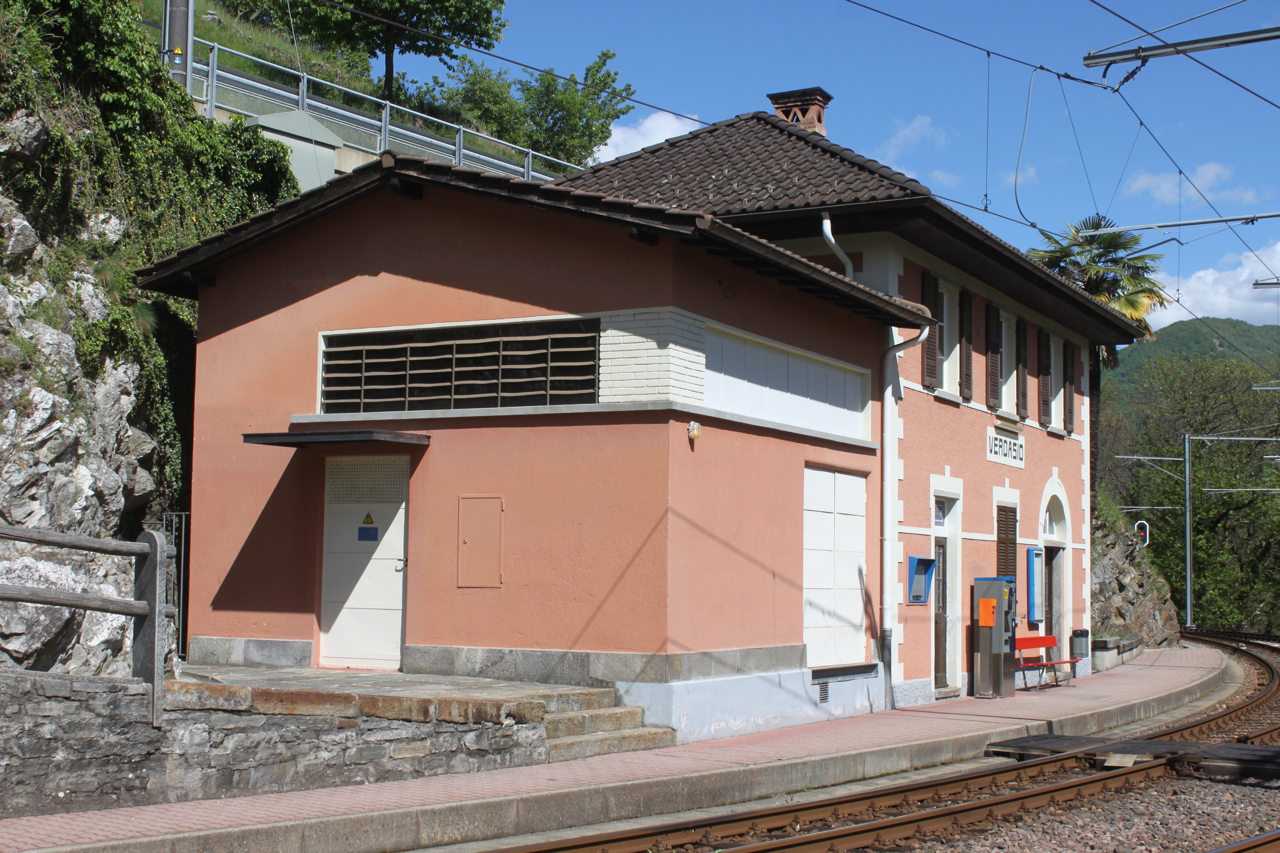
La stazione nel 2014

La stazione dispone di un binario di raddoppio.

## Movimento
La stazione è servita dai treni regionali (linea Locarno-Camedo e viceversa) e diretti (linea Locarno-Domodossola e viceversa) delle FART.

## Servizi
Le banchine sono collegate da attraversamenti a raso.
- Biglietteria automatica della Comunità tariffale Ticino e Moesano
- Sala d'attesa

## Interscambi
- Fermata funivia (funivia Verdasio—Rasa)
- Fermata funivia (funivia Verdasio—Comino)